# Austrolimnophila (Austrolimnophila) thornei
Austrolimnophila (Austrolimnophila) thornei is een tweevleugelige uit de familie steltmuggen (Limoniidae). De soort komt voor in het Afrotropisch gebied.